# Bernard von NotHaus
Bernard von NotHaus es el creador del Dólar Libre (Liberty Dollar, ALD y cofundador del Real Casa de Moneda Hawaiana (Royal Hawaiian Mint Company). También creó la Iglesia de Marihuana Libre de Honolulu (Free Marijuana Church of Honolulu). Von NotHaus fue etiquetado por una fiscal estadounidense como un "terrorista doméstico" en 2011.
Según la evidencia entregada durante su juicio federal del 2011 en relación con su conexión con el ALD, von NotHaus era el fundador de una organización llamada Organización Nacional por la Revocación de la Reserva Federal (en inglés: "National Organization for the Repeal of the Federal Reserve"; de siglas: "NORFED") conocida también como Servicios de Libertad. El FBI afirmó que el propósito de NORFED era introducir los ALD en la moneda corriente estadounidense y que pretendían que el ALD fuera usado como moneda corriente para limitar la confianza en la moneda estadounidense y competir con la misma.

## Redada y confiscación del gobierno federal
En septiembre de 2006, la Casa de Moneda de los Estados Unidos informó a los usuarios del Liberty Dollar (ALD) que varios fiscales federales determinaron que la circulación de los medallones era un delito federal.
En 2007, alrededor de una docena de agentes federales confiscaron alrededor de dos toneladas de monedas con la imagen de Ron Paul, un congresista tejano. Además, se llevaron aproximadamente 500 libras de plata y entre 40 y 50 onzas de oro.

## Arresto y condena
En conexión con el negocio del ALD, un gran jurado federal levantó una acusación contra von NotHaus y otros tres individuos en mayo de 2009, y von NotHaus fue arrestado el 6 de junio de ese año. Von NotHaus fue acusado de un cargo por conspiración para poseer y vender monedas similares a monedas de una denominación superior a cinco centavos y monedas de plata similares a monedas estadounidenses en denominaciones de cinco dólares o más, violando los artículos 18 U.S.C. § 485, 18 U.S.C. § 486, y 18 U.S.C. § 371; un cargo por fraude por correo, en violación de los artículos 18 U.S.C. § 1341 y 18 U.S.C. § 2; un cargo por vender y poseer con intención de defraudar, monedas similares a monedas de una denominación superior a cinco centavos, violando los artículos 18 U.S.C. § 485 y 18 U.S.C. § 2; y un cargo por poner en circulación, pasar e intentar poner en circulación y pasar monedas de plata similares a monedas estadounidenses en denominaciones de cinco dólares o más, violando los artículos 18 U.S.C. § 486 y 18 U.S.C. § 2.
En julio de 2009, von NotHaus se declaró inocente.
El 18 de marzo de 2011, después de 90 minutos de deliberación de parte del jurado, von NotHaus fue declarado culpable de varios cargos, incluyendo la fabricación de "monedas falsificadas" (similares a monedas de emisión legal). La fiscal por el Distrito Oeste de Carolina del Norte, Anne M. Tompkins, describió a Bernard von NotHaus y al ALD como «una forma única de terrorismo doméstico» que intenta «socavar la legitimidad de la moneda de este país». La declaración de prensa del Departamento de Justicia la cita diciendo: «Mientras que estas formas de actividades antigubernamentales no involucran a la violencia, son de todas formas igualmente dañinas y representan un claro y presente peligro a la estabilidad económica de este país.»

## Después de la condena
A pesar de haber sido condenado en marzo de 2011, el gobierno de los Estados Unidos aún no ha llegado a una decisión de sentencia para von NotHaus. Desde su juicio, The New York Times ha dicho que algunas personas describen a von NotHaus como "el Rosa Parks del movimiento por la moneda constitucional". Von NotHaus actualmente vive en una mansión de Malibú que le fue prestada por un amigo, donde enfrenta una posible sentencia de hasta 20 años en prisión, por el crimen de hacer su propio dinero.